# WX02S
WX02Sはセイコーインスツルが開発し、ワイモバイル（旧ウィルコム）が販売するモバイルWi-Fiルーター機能付きPHS電話機。愛称はPORTUS(ポータス)。
「Y!mobile」へブランド移行後も、本端末は従来のウィルコムブランドのままで販売されていた。
UIMカードが標準サイズでありワイモバイルの他の機種と互換性が無かったために、2017年3月31日に対象プランである「プランW」が廃止になり、同時に本機種は使用できなくなった。

## 概要
セイコーインスツルが発売したWX01S（SOCIUS）をベースにBluetooth子機機能を省略し、替わりにソフトバンクモバイルの3G ULTRA SPEED網を利用したデータ通信機能を搭載する。
Wi-FiルーターとしてWi-Fi対応機器をインターネットに接続する機能を搭載した。USBモデム機能も搭載している。
料金コースはプランW（旧名称：ウィルコムプランW）固定となり、持ち込みによる新規加入および機種変更はできない。
UIMカードは2012年発売の携帯電話としては珍しく標準サイズとなり、契約端末以外に流用は不可。
1,700mAhのバッテリー容量により、PHS連続待受時間は1,200時間（50日）を誇る。
ゼロインストール機能を利用すればPCに接続するだけでドライバーのインストールが可能。

## 沿革
- 2011年9月21日 - ウィルコムより2012年春以降3GWi-Fi機能搭載PHS電話機の発売を予告（この時点では具体的な仕様の公開はなし）[1]
- 2012年4月12日 - ウィルコム及びセイコーインスツルより発表[2][3]
- 2012年4月26日 - 3色同時発売。
- 2012年11月1日 - 法人向けモデル、PORTUS for Biz(WX02S-H)を発表[4][5]
- 2012年11月15日 - PORTUS for Biz(WX02S-H)を発売
- 2013年1月22日 - WX02S ソフトウェア更新 Ver1.01を公開[6]
- 2013年7月17日 - WX02S ソフトウェア更新 Ver1.02を公開[7]
- 2014年4月17日 - 「新ウィルコム定額プランGS（現：プランGS）」対応モデルXWX02Sが追加発売された。基本スペックや外観はWX02Sと同じであった。
- 2017年3月31日 - 対象プランであった「プランW」が廃止され、本機種は使用できなくなった[8]。